# Matt Miazga
Matthew "Matt" Miazga (sinh ngày 19 tháng 7 năm 1995) là một cầu thủ bóng đá người Mỹ hiện đang chơi ở vai trò trung vệ cho CLB Alavés theo dạng cho mượn từ Chelsea F.C và Đội tuyển bóng đá quốc gia Hoa Kỳ. Trưởng thành từ lò đào tạo của New York Red Bulls, anh có trận ra mắt đầu tiên tại Giải nhà nghề Mỹ vào năm 2013 và giành được 2 Cúp MLS Supporters' Shields với CLB này.

## Sự nghiệp Câu lạc bộ

### Đội trẻ
Trưởng thành tại Clifton, New Jersey, Miazga gia nhập học viện New York Red Bulls năm 2009 và chơi cho đội U-14. Trong khi đang chơi cho đội U-16, Miazga giúp Red Bulls vô địch giải U.S. Developmental Academy National Championship vào năm 2012.
Năm 2013, Miazga đã ký lá thư nguyện vọng chơi cho chương trình Bóng đá nam Michigan Wolverines. Tuy nhiên, trước khi tới Ann Arbor để đầu quân cho HLV Chaka Daley, Miazga đã quyết định từ bỏ học bổng này để được chơi cho đội chuyên của Red Bulls.

### New York Red Bulls

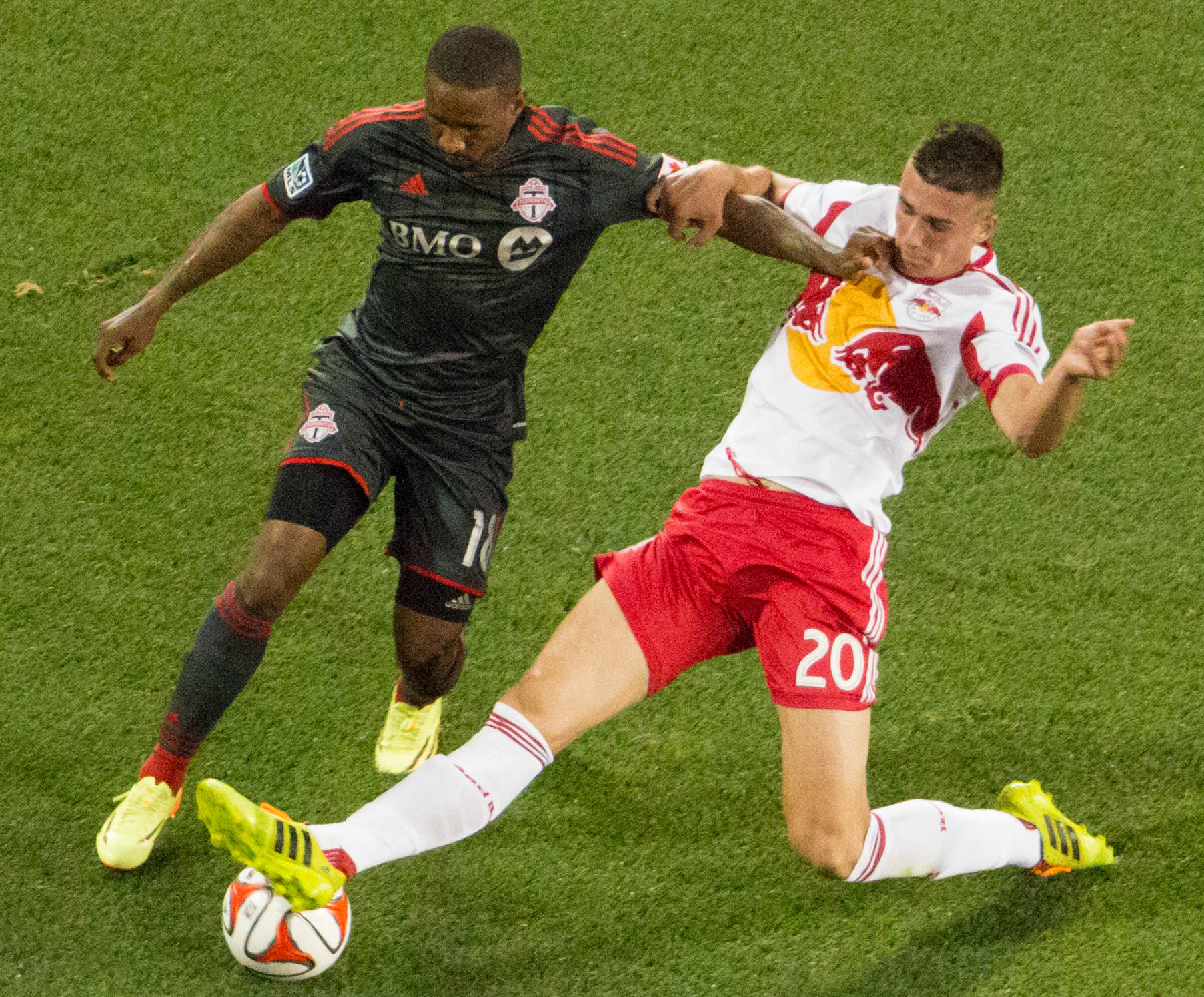
Matt Miazga vào bóng với tiền đạo của Toronto FC Jermain Defoe

Ngày 30 tháng 5 năm 2013, Miazga ký hợp đầu thi đấu chuyên nghiệp với CLB New York Red Bulls, trở thành cầu thủ thứ 8 ký một hợp đồng "cây nhà lá vườn" với Red Bulls. Miazga chơi trận đầu tiên cho đội một ở tuổi 18 khi được tung vào sân ở phút thứ 76 trong chiến thắng 4-1 trước Houston Dynamo vào ngày 8 tháng 9 năm 2013. Miazga chơi trận đầu tiên ở CONCACAF Champions League trong trận hòa 1-1 trước Montreal Impact vào ngày 22 tháng 10 năm 2014. Tới mùa giải MLS năm 2015, Miazga thường xuyên xuất hiện ở đội hình chính, đá cặp cùng Damien Perrinelle ở trung tâm hàng phòng ngự. Ngày 28 tháng 6 năm 2015, Miazga ghi bàn đầu tiên trong sự nghiệp cầu thủ chuyên nghiệp trong trận derby mà Red Bulls thắng 3-1 trước kình định New York City ở sân Yankee Stadium. Với màn trình diễn tuyệt vời khi đối đầu với David Villa của NYCFC và Sebastian Giovinco của Toronto FC, Miazga trở thành một trong những hậu vệ xuất sắc nhất của giải đấu và được vinh danh trong đội hình của tuần bốn lần suốt mùa giải. Với phong độ chói sáng của mình trong mùa giải 2015, anh đã giúp New York vô địch cúp Supporters' Shield hai lần trong 3 năm.

### Chelsea
Ngày 30 tháng 1 năm 2016, Miazga gia nhập CLB Chelsea với bản hợp đồng trị giá 3.5 triệu Bảng (5 triệu Đô la) và có thời hạn 4 năm rưỡi. Ba ngày sau, anh được trao số áo 20 cho phần còn lại của mùa giải 2015-16.
Anh lần đầu được điền tên vào đội hình thi đấu chính thức vào ngày 16 tháng 2, trong trận thua 2-1 trước Paris Saint-Germain của Chelsea trong khuôn khổ vòng loại 16 đội giải UEFA Champions League. Với chấn thương của John Terry và Gary Cahill, Miazga có trận ra mắt trong khuôn khổ giải Ngoại hạng Anh, anh được ra sân ngay từ đầu trong chiến thắng 4-0 của Chelsea trước Aston Villa ngày 2 tháng 4 năm 2016. 

### Cho mượn tới Vitesse
Ngày 31 tháng 8 năm 2016, Miazga được cho mượn tới CLB SBV Vitesse cho mùa giải 2016-17, sau khi thương vụ với Espanyol đổ bể trong chuyện giấy tờ. Ngày 10 tháng 9, Miazga có trận ra mắt đầu tiên cho đội trẻ Vitesse trong trận hòa 2-2 với SV Spakenburg thuộc khuôn khổ giải bán chuyên Hà Lan. Ngày tiếp theo, anh ngồi dự bị cho đội một trong trận đấu với Ajax, mặc dù không được sử dụng trong trận đấu này và Vitesse thua 1-0. Trận ra mắt đầu tiên của Miazga cho đội một là vào ngày 25 tháng 9, sau khi ra sân từ ghế dự bị vào phút thứ 64 và có một pha kiến tạo cho Lewis Baker trong trận thua 2-1 trước chủ nhà Twente. Ngày 14 tháng 12, Miazga có bàn thắng đầu tiên trong chiến thắng 4-0 trước Jodan Boys trong khuôn khổ cup KNVB và Miazga cuối cùng đã có danh hiệu đầu tiên sau khi Vitesse đánh bại AZ alkmaar 2-0 trong trận chung kết.
Ngày 28 tháng 7 năm 2017, hợp đồng cho mượn của Miazga được gia hạn thêm một mùa giải.

### Cho mượn tới FC Nantes
Vào ngày 6 tháng 8 năm 2018, Miazga gia nhập CLB Nantes thuộc giải Ligue 1 trong một bản hợp đồng cho mượn dài hạn. Anh có trận ra mắt giải đấu vào ngày 18 tháng 8 năm 2018, ra sân từ đầu và chơi đủ 90 phút trong trận thua trước Dijon FCO.

### Cho mượn tới Reading
Ngày 25 tháng 1 năm 2019, Miazga chuyển đến chơi cho Reading thuộc Giải hạng Nhất Anh cho đến hết mùa giải sau khi trở về từ Nantes.

## Sự nghiệp quốc tế
Miazga chơi một trận cho U-18 Ba Lan vào năm 2012. Từ năm 2012 trở đi, anh chuyển sang chơi cho các đội trẻ của Đội tuyển Mỹ.
Tháng 5 năm 2013, Miazga chơi cho đội U-18 Mỹ trong Giải bóng đá trẻ Quốc thường niên lần thứ 19 tại Bồ Đào Nha. Tháng 8 và tháng 9 năm 2014, Miazga từ chối hai lời gọi của Đội U-20 Ba Lan. Anh đã đưa ra những cam kết với Đội U-20 Mỹ và vẫn chưa đưa ra quyết định sau này sẽ thi đấu cho quốc gia nào ở cấp Đội tuyển quốc gia. Tháng 10 năm 2014, HLV đội U-20 Ba Lan Marcin Dorna tuyên bố rằng ông sẽ không từ bỏ việc thuyết phục Miazga và khẳng định rằng trung vệ của Red Bulls vẫn có thể chơi cho U-20 Ba Lan. Miazga chơi cho Đội U-20 Mỹ trong giải Vô địch CONCACAF U-20 và giúp đội giành quyền vào chơi FIFA World Cup U-20 ở New Zealand.
Ngày 5 tháng 11 năm 2015, Miazga đã nói rằng: "Tôi hoàn toàn lưỡng lự. Tôi sẽ đợi xem đội tuyển nào sẽ gọi tôi trước và hãy xem những gì sẽ xảy ra sau đó." Ngay ngày hôm sau, Miazga nhận được lời mời từ Đội tuyển quốc gia Mỹ để chuẩn bị cho vòng loại FIFA World Cup 2018. Miazga có trận ra mắt ở cấp ĐTQG trong trận đấu với ĐTQG Saint Vincent và Grenadines trên sân Busch Stadium ngày 13 tháng 11 năm 2015, vào sân thay người ở phút 63 và giành chiến thắng chung cuộc 6-1. Ngày 15 tháng 7 năm 2017, Miazga ghi bàn thắng ấn định tỉ số 3-0 cho đội tuyển Mỹ trước Nicaragua trong trận đấu thuộc khuôn khổ giải CONCACAF.

## Thống kê sự nghiệp
Tính đến ngày 23 tháng 5 năm 2021
| CLB                 | Mùa giải            | Giải đấu                 | Giải đấu | Giải đấu | Cúp quốc gia | Cúp quốc gia | Cúp liên đoàn | Cúp liên đoàn | Châu lục | Châu lục | Khác | Khác | Tổng | Tổng |
| CLB                 | Mùa giải            | VĐQG                     | ST       | BT       | ST           | BT           | ST            | BT            | ST       | BT       | ST   | BT   | ST   | BT   |
| ------------------- | ------------------- | ------------------------ | -------- | -------- | ------------ | ------------ | ------------- | ------------- | -------- | -------- | ---- | ---- | ---- | ---- |
| New York Red Bulls  | 2013                | Giải bóng đá nhà nghề Mỹ | 1        | 0        | 0            | 0            | 0             | 0             | 0        | 0        | —    | —    | 1    | 0    |
| New York Red Bulls  | 2014                | Giải bóng đá nhà nghề Mỹ | 7        | 0        | 1            | 0            | 0             | 0             | 1        | 0        | —    | —    | 9    | 0    |
| New York Red Bulls  | 2015                | Giải bóng đá nhà nghề Mỹ | 26       | 1        | 2            | 0            | 4             | 0             | 0        | 0        | —    | —    | 32   | 1    |
| Tổng cộng           | Tổng cộng           | Tổng cộng                | 34       | 1        | 3            | 0            | 4             | 0             | 1        | 0        | —    | —    | 42   | 1    |
| Chelsea             | 2015–16             | Premier League           | 2        | 0        | 0            | 0            | 0             | 0             | 0        | 0        | —    | —    | 2    | 0    |
| Vitesse (mượn)      | 2016–17             | Eredivisie               | 23       | 0        | 6            | 1            | —             | —             | —        | —        | —    | —    | 29   | 1    |
| Vitesse (mượn)      | 2017–18             | Eredivisie               | 32       | 3        | 1            | 0            | —             | —             | 6        | 0        | 4    | 1    | 43   | 4    |
| Vitesse (mượn)      | Tổng cộng           | Tổng cộng                | 57       | 3        | 7            | 1            | 0             | 0             | 6        | 0        | 4    | 1    | 72   | 5    |
| Nantes (mượn)       | 2018–19             | Ligue 1                  | 8        | 0        | 1            | 0            | 0             | 0             | 0        | 0        | —    | —    | 9    | 0    |
| Reading (mượn)      | 2018–19             | Championship             | 18       | 0        | 0            | 0            | 0             | 0             | —        | —        | —    | —    | 18   | 0    |
| Reading (mượn)      | 2019–20             | Championship             | 20       | 2        | 3            | 0            | 1             | 0             | —        | —        | —    | —    | 24   | 2    |
| Reading (mượn)      | Tổng cộng           | Tổng cộng                | 38       | 2        | 3            | 0            | 1             | 0             | —        | —        | —    | —    | 42   | 2    |
| Anderlecht (mượn)   | 2020–21             | Belgian First Division A | 30       | 1        | 3            | 0            | —             | —             | —        | —        | —    | —    | 33   | 1    |
| Tổng cộng sự nghiệp | Tổng cộng sự nghiệp | Tổng cộng sự nghiệp      | 167      | 7        | 17           | 1            | 5             | 0             | 7        | 0        | 4    | 1    | 200  | 9    |

### Quốc tế
Tính đến 12 tháng 7 năm 2023
| Đội tuyển quốc gia | Năm       | Trận | Bàn |
| ------------------ | --------- | ---- | --- |
| Hoa Kỳ             | 2015      | 1    | 0   |
| Hoa Kỳ             | 2016      | 1    | 0   |
| Hoa Kỳ             | 2017      | 7    | 1   |
| Hoa Kỳ             | 2018      | 2    | 0   |
| Hoa Kỳ             | 2019      | 7    | 0   |
| Hoa Kỳ             | 2020      | 2    | 0   |
| Hoa Kỳ             | 2021      | 2    | 0   |
| Hoa Kỳ             | 2023      | 6    | 0   |
| Hoa Kỳ             | Tổng cộng | 28   | 1   |

### Bàn thắng quốc tế
| #  | Ngày                | Địa điểm                                    | Đối thủ   | Bàn thắng | Kết quả | Giải đấu               |
| -- | ------------------- | ------------------------------------------- | --------- | --------- | ------- | ---------------------- |
| 1. | 15 tháng 7 năm 2017 | Sân vận động FirstEnergy, Cleveland, Hoa Kỳ | Nicaragua | 3–0       | 3–0     | Cúp Vàng CONCACAF 2017 |

## Danh hiệu

### Cấp CLB
New York Red Bulls
- Supporters' Shield (2): 2013, 2015

#### Vitesse
- KNVB Cup: 2016–17

### Cấp ĐTQG

##### ĐTQG Hoa Kỳ
- CONCACAF Gold Cup: 2017